# Dermot Mulroney
Dermot Mulroney (ur. 31 października 1963 w Alexandrii w stanie Wirginia) – amerykański aktor, reżyser i producent filmowy i telewizyjny, muzyk.

## Życiorys

### Wczesne lata
Ma pochodzenie irlandzkie. Przyszedł na świat jako jeden z czterech synów i pięciorga dzieci Michaela Mulroneya, profesora prawa w Villanova University, i Ellen, aktorki amatorki z Manchester, w stanie Iowa. Dorastał wraz z młodszą siostrą Moirą i trzema braćmi – dwoma starszymi Conorem i Seanem oraz młodszym Kieranem. Jego dziadkowie byli emigrantami z Donegal i Mayo (Irlandia), a jego babka była Amerykanką pochodzenia niemieckiego. Uczęszczał do Maury Elementary School i George Washington Junior High School, gdzie występował w młodzieżowej orkiestrze miejskiej i szkolnych przedstawieniach. W 1981 roku ukończył T. C. Williams High School w Alexandria, w stanie Wirginia, a w 1985 roku odebrał dyplom ukończenia wydziału filmowo-teatralno-muzycznego w School of Speech przy Northwestern University w Chicago, w stanie Illinois.

### Kariera
Występował w programach improwizacji teatralnych – The Mee-Ow Show i The Mikado Gilberta i Sullivana, zanim znalazł hollywoodzkiego agenta z elitarnej William Morris Agency. Wystąpił z monologiem Sama Sheparda Chora miłość (Fool for Love).
Trafił na mały ekran w teledramatach CBS – Grzech niewinności (Sin of Innocence, 1986) i Narkotykowy węzeł (The Drug Knot, 1986) jako narkoman, dramacie obyczajowym Zburzony, jeśli twój dzieciak po narkotykach (Shattered If Your Kid’s On Drugs, 1986) z udziałem Burta Reynoldsa, teledramacie ABC Tata (Daddy, 1987) z Patricią Arquette, telekomedii HBO Długa nieobecność (Long Gone, 1987) z Williamem Petersenem i Virginią Madsen oraz pojawił się gościnnie w jednym z odcinków serialu NBC Sława (Fame, 1986), zanim zadebiutował w kinowej komedii kryminalnej Blake’a Edwardsa Zachód słońca (Sunset, 1988) u boku Bruce’a Willisa, Malcolma McDowella i Mariel Hemingway.
Jego przełomową rolą była postać szóstego kowboja Brudnego Steve’a Stephensa w westernie Młode strzelby (Young Guns, 1988). Uznanie przyniosła mu drugoplanowa kreacja geja zarażonego wirusem HIV w Długoletni przyjaciele (Longtime Companion, 1990). Potem znalazł się w obsadzie komedii młodzieżowej Szansa dla karierowicza (Career Opportunities, 1991) z Jennifer Connelly.
Za rolę Kinga, nastoletniego uciekiniera, próbującego przeżyć na ulicach Los Angeles w dramacie Dokąd zawiedzie cię dzień (Where the Day Takes You, 1992) i za postać Henry’ego w komedii Samantha (1992) został uhonorowany nagrodą Złotej Kosmicznej Igły na festiwalu filmowym w Seattle. W 1993 roku napisał tekst piosenki country „Someone Else’s Used Guitar” do filmu Petera Bogdanovicha W pogoni za sukcesem (The Thing Called Love, 1993), w którym zagrał jedną z głównych ról i wykonywał piosenki. Jego ekranowy pocałunek z Winoną Ryder w melodramacie Skrawki życia (How to Make an American Quilt, 1995) doczekał się nominacji do nagrody MTV. Zagrał policjanta w thrillerze Psychopata (Copycat, 1995) z Sigourney Weaver i Holly Hunter.
W 1996 roku wraz z zespołem The Low & Sweet Orchestra nagrał płytę Mash-up stylów rocka, punk i folk Goodbye to All That. Sukcesem komercyjnym była rola chłopaka w którym są zakochane Julia Roberts i Cameron Diaz w czarnej komedii Mój chłopak się żeni (My Best Friend’s Wedding, 1997). W sitcomie NBC Przyjaciele (Friends, 2003) wystąpił jako Gavin Mitchell, przymilny współpracownik Rachel (Jennifer Aniston). W komedii romantycznej Pretty Man, czyli chłopak do wynajęcia (The Wedding Date, 2005) zagrał postać męskiej prostytutki.
Wystąpił w dramacie Mroczne dziedzictwo (Undertow, 2004) i komedii Rodzinny dom wariatów (The Family Stone, 2005) z Sarah Jessica Parker. W 2007 roku na festiwalu filmowym w Filadelfii odebrał nagrodę za osiągnięcia artystyczne.
Mulroney wraz ze swoim bratem Seanem założyli klub muzyczny Double Door w Chicago. Dermot grał także w zespole Cranky George Trio. Współpracuje z innymi artystami, m.in. w 2005 roku grał na wiolonczeli i mandolinie z grupą Dave Matthews Band, Boyd Tinsley dla Alanis Morissette American Express w House of Blues w Hollywood. Był muzykiem towarzyszącym przy realizacji piosenki „Place Your Hand” Melissy Etheridge na albumie „Never Enough” (1992), a także dla grupy Rain Phoenix. Pojawił się w teledysku zespołu Ringside do piosenki „Tired of Being Sorry” w reż. Joaquina Phoenixa.

### Życie prywatne
17 listopada 1990 roku poślubił aktorkę Catherine Keener, którą poznał w roku 1987 na planie thrillera przygodowego Szkoła przeżycia (Survival Quest, 1989). Mają syna Clyde’a (ur. 1999). Jednak w maju 2005 roku doszło do separacji, 11 czerwca 2007 roku odbyła się sprawa sądowa, a 17 grudnia 2007 roku sprawa rozwodowa. W 2007 poznał Tharitę Cesaroni, z którą się rok potem ożenił.
Jest dobrym przyjacielem Brada Pitta.

## Filmografia
| Rok       | Tytuł                                                                               | Rola                              |
| --------- | ----------------------------------------------------------------------------------- | --------------------------------- |
| 1986      | Grzech niewinności (Sin of Innocence, TV)                                           | Tim McGary                        |
| 1986      | Sława (Fame, serial TV)                                                             | Max                               |
| 1986      | Narkotykowy węzeł (The Drug Knot, TV)                                               | Doug Dawson                       |
| 1986      | Zburzony, jeśli twój dzieciak po narkotykach (Shattered If Your Kid’s On Drugs, TV) | –                                 |
| 1987      | Tata (Daddy, TV)                                                                    | Bobby                             |
| 1987      | Długa nieobecność (Long Gone, TV)                                                   | Jamie Weeks                       |
| 1988      | Zachód słońca (Sunset)                                                              | Michael Alperin                   |
| 1988      | Młode strzelby (Young Guns)                                                         | Dirty Steve Stephens              |
| 1989      | Rodzinny interes (Staying Together)                                                 | Kit McDermott                     |
| 1989      | Szkoła przeżycia (Survival Quest)                                                   | Gray                              |
| 1989      | Unconquered (TV)                                                                    | Richmond Flowers Jr.              |
| 1989      | Długoletni przyjaciele (Longtime Companion)                                         | John                              |
| 1990      | Świetlisty anioł (Bright Angel)                                                     | George                            |
| 1991      | Szansa dla karierowicza (Career Opportunities)                                      | Nestor Pyle                       |
| 1992      | Dokąd zawiedzie cię dzień (Where the Day Takes You)                                 | King                              |
| 1992      | Istota sprawiedliwości (The Heart of Justice, TV)                                   | Elliot Burgess                    |
| 1992      | Samantha                                                                            | Henry                             |
| 1993      | W pogoni za sukcesem (The Thing Called Love)                                        | Kyle Davidson                     |
| 1993      | Kryptonim Nina (Point of no Return)                                                 | J.P.                              |
| 1993      | Family Pictures (TV)                                                                | Mack Eberlin                      |
| 1993      | Ostatni żywy bandyta (The Last Outlaw)                                              | Eustis                            |
| 1994      | Wystrzałowe dziewczyny (Bad Girls)                                                  | Josh McCoy                        |
| 1994      | Ostatnie dni raju (There Goes My Baby)                                              | Pirat                             |
| 1994      | Cicha zemsta (Silent Tongue)                                                        | Reeves McCree                     |
| 1994      | Anioły na boisku (Angels in the Outfield)                                           | Pan Bomman (ojciec Rogera)        |
| 1995      | Skrawki życia (How to Make an American Quilt)                                       | Sam                               |
| 1995      | Filmowy zawrót głowy (Living in Oblivion)                                           | Wolf                              |
| 1995      | Psychopata (Copycat)                                                                | Reuben Goetz                      |
| 1996      | Mroczne miasto (The Trigger Effect)                                                 | Joe                               |
| 1996      | Kansas City                                                                         | Johnny O’Hara                     |
| 1996      | Box of Moonlight                                                                    | Wik                               |
| 1996      | Bękart z Karoliny (Bastard out of Carolina)                                         | Lyle Parsons                      |
| 1997      | Mój chłopak się żeni (My Best Friend’s Wedding)                                     | Michael O’Neal                    |
| 1999      | Żegnaj, kochanku (Goodbye Lover)                                                    | Jake Dunmore                      |
| 2000      | Trixie                                                                              | Dex Lang                          |
| 2000      | Dla forsy (Where the Money Is)                                                      | Wayne                             |
| 2001      | Witamy w naszej dzielnicy (The Safety of Objects)                                   | Jim Train                         |
| 2001      | Investigating Sex                                                                   | Edgar                             |
| 2001      | Pięknie i jeszcze piękniej (Lovely and Amazing)                                     | Kevin McCabe                      |
| 2002      | Schmidt (About Schmidt)                                                             | Randall Hertzel                   |
| 2003      | Przyjaciele (Friends)                                                               | Gavin Mitchell                    |
| 2004      | Mroczne dziedzictwo (Undertow)                                                      | John Munn                         |
| 2004      | Hair High                                                                           | Rod (głos)                        |
| 2005      | Pretty Man, czyli chłopak do wynajęcia (The Wedding Date)                           | Nick Mercer                       |
| 2005      | Rodzinny dom wariatów (The Family Stone)                                            | Everett Stone                     |
| 2005      | Facet z ogłoszenia (Must Love Dogs)                                                 | Bob Connor                        |
| 2006      | Miłość bez końca (Griffin and Phoenix)                                              | Henry Griffin                     |
| 2007      | Piekło Dantego (Dante’s Inferno)                                                    | Dante (głos)                      |
| 2007      | Zodiak (Zodiac)                                                                     | kapitan Marty Lee                 |
| 2007      | Twarda sztuka (Georgia Rule)                                                        | dr Simon Ward                     |
| 2007      | Gracie                                                                              | Bryan Bowen                       |
| 2007-2008 | Batman (The Batman)                                                                 | Green Lantern / Hal Jordan (głos) |
| 2008      | Jolene                                                                              | wujek Phil                        |
| 2008      | Córka opiekuna wspomnień (The Memory Keeper’s Daughter, TV)                         | dr David Henry                    |
| 2008      | Tajne przez poufne (Burn After Reading)                                             | gwiazdor „Coming Up Daisy”        |
| 2008      | Przebłysk geniuszu (Flash of Genius)                                                | Gil Previck                       |
| 2010      | Inhale                                                                              | Paul Stanton                      |
| 2011      | Porwanie (Abduction)                                                                | Martin Price                      |
| 2011      | Milczący świadek (Silent Witness, TV)                                               | Tony Lord                         |
| 2011      | J. Edgar                                                                            | pułkownik Norman Schwarzkopf Sr.  |
| 2011      | Drzewo genealogiczne (The Family Tree)                                              | Jack Burnett                      |
| 2012      | Trafiony piorunem (Struck by Lightning)                                             | Neal Phillips                     |
| 2012      | Przetrwanie (The Grey)                                                              | Talget                            |
| 2012      | Saturday Night Live – odc. „Jamie Foxx/Ne-Yo”                                       | w roli samego siebie              |
| 2012      | Na ratunek wielorybom (Big Miracle)                                                 | pułkownik Scott Boyer             |
| 2012      | Targ niewiniątek (Trade of Innocents)                                               | Alex Becker                       |
| 2012-2013 | Jess i chłopaki (New Girl, serial TV)                                               | Russell Shiller                   |
| 2013      | Kosmiczni wojownicy (Space Warriors)                                                | Andy Hawkins                      |
| 2013      | Stoker                                                                              | Richard Stoker                    |
| 2013      | Iluminacja (Enlightened, serial TV)                                                 | Jeff Flender                      |
| 2013      | The Rambler                                                                         | Rambler                           |
| 2013      | Jobs                                                                                | Mike Markkula                     |
| 2013      | Sierpień w hrabstwie Osage (August: Osage County)                                   | Steve Heidebrecht                 |
| 2014      | Stan kryzysowy (Crisis, serial TV)                                                  | Francis Gibson                    |
| 2015      | Careful What You Wish For                                                           | Elliott Harper                    |
| 2015      | Mozart in the Jungle                                                                | Andrew Walsh                      |
| 2015      | Naznaczony: rozdział 3 (Insidious: Chapter 3)                                       | Sean                              |
| 2015-2016 | Shameless – Niepokorni (Shameless, serial TV)                                       | Sean Pierce                       |
| 2016      | Co ty wiesz o swoim dziadku? (Dirty Grandpa)                                        | David Kelly                       |
| 2016      | Lavender                                                                            | Patrick                           |
| 2017      | Sleepless                                                                           | Stanley Rubino                    |
| 2023      | Krzyk 6                                                                             | Wayne Bailey                      |